# Главинич, Себастиан
Себастиан Главинич (лат. Sebastianus Glavinich; XVII в.) — австрийский капеллан, автор сочинения о России.

## Биография
Папский нунций при дворе Леопольда I. В 1661—1664 годах был домовым священником (капелланом) австрийского посольства к царю Алексею Михайловичу, которое возглавлял Августин Мейерберг.

## Сочинения
Оставил заметки о России XVII в. (на латинском языке); рукопись хранится в Венском архиве.
- Sebastianus Glavinich de Rebus Moschorum // Sammlung bisher noch ungedruckter kleiner Schriften zur altern Geschichte und Kenntniss des Russischen Reichs. — Berlin, 1820.

### Переводы на русский язык
- Главинич С. О происшествиях московских / Пер. с лат. А. Н. Шемякина. — М.: Имп. о-во истории и древностей рос. при Моск. ун-те, 1875. — 13 с. — (Из: Чтения в Имп. О-ве истории и древностей росс. при Моск. Ун-те. — 1875. — Кн. 1). (Текст воспроизведён на сайте Восточная литература).